# Alfie Templeman
 (juin 2021).
La mise en forme du texte ne suit pas les recommandations de Wikipédia : il faut le « wikifier ».
Les points d'amélioration suivants sont les cas les plus fréquents :
- Les titres sont pré-formatés par le logiciel. Ils ne sont ni en capitales, ni en gras.
- Le texte ne doit pas être écrit en capitales (les noms de famille non plus), ni en gras, ni en italique, ni en « petit »…
- Le gras n'est utilisé que pour surligner le titre de l'article dans l'introduction, une seule fois.
- L'italique est rarement utilisé : mots en langue étrangère, titres d'œuvres, noms de bateaux, etc.
- Les citations ne sont pas en italique mais en corps de texte normal. Elles sont entourées par des guillemets français : « et ».
- Les listes à puces sont à éviter, des paragraphes rédigés étant largement préférés. Les tableaux sont à réserver à la présentation de données structurées (résultats, etc.).
- Les appels de note de bas de page (petits chiffres en exposant, introduits par l'outil «  Source ») sont à placer entre la fin de phrase et le point final[comme ça].
- Les liens internes (vers d'autres articles de Wikipédia) sont à choisir avec parcimonie. Créez des liens vers des articles approfondissant le sujet. Les termes génériques sans rapport avec le sujet sont à éviter, ainsi que les répétitions de liens vers un même terme.
- Les liens externes sont à placer uniquement dans une section « Liens externes », à la fin de l'article. Ces liens sont à choisir avec parcimonie suivant les règles définies. Si un lien sert de source à l'article, son insertion dans le texte est à faire par les notes de bas de page.
- La présentation des références doit suivre les conventions bibliographiques. Il est recommandé d'utiliser les modèles {{Ouvrage}}, {{Chapitre}}, {{Article}}, {{Lien web}} et/ou {{Bibliographie}}. Le mode d'édition visuel peut mettre en forme automatiquement les références.
- Insérer une infobox (cadre d'informations à droite) n'est pas obligatoire pour parachever la mise en page.

Pour une aide détaillée, merci de consulter Aide:Wikification.
Si vous pensez que ces points ont été résolus, vous pouvez retirer ce bandeau et améliorer la mise en forme d'un autre article.
 (juin 2021).
Alfie Templeman est un chanteur, auteur-compositeur britannique né le 26 janvier 2003, à Carlton.

## Biographie
Passionné de musique depuis son enfance, il commence sa carrière en 2017 en publiant sur Youtube plusieurs albums EP. Il commence à gagner en popularité à la suite de la sortie de singles : Hapiness in Liquid Form (2020), Don't Go Wasting Time (2019) et surtout Everybody Love Gonna Somebody (2021)[réf. nécessaire].
Sa musique recouvre plusieurs influences allant du jazz, de la pop, la musique underground. Comme le groupe américain indépendant Wallows qui a commencé au même moment, Templeman a fait du rock fainéant et du rock alternatif, ses deux grandes spécialités matinées de nombreuses références à la musique des années 80,.
Il décrit sa musique comme « une échappatoire à la monotonie de la vie. ».

## Carrière
Alfie Templeman naît à Carlton dans le Bedfordshire le 26 janvier 2003. Pour lui, sa région natale, sa famille et ses amis sont les choses qui l'ont profondément inspiré pour écrire ses différents morceaux. Son père est un passionné de guitare, et c'est ce dernier qui va d'ailleurs l'initier à cet instrument et en lui prêtant notamment plusieurs disques et sa guitare pour gauchers[réf. nécessaire].
Il commence à jouer de la batterie à sept ans, puis de la guitare à huit ans. Autodidacte dans tout ce qui l'entreprend, à l'exception de la batterie, Alfie Templeman a commencé à enregistrer à la maison et à faire des CD avec ses amis à l'âge de dix ans. Au moment où il a eu 13 ans, il avait déjà acquis une bonne compréhension des logiciels de production musicale par lui-même et a commencé à travailler sur la création de pistes intégrales.
Sa mère l'a encouragé à chanter. Templeman est passé de la production de simples instrumentaux à des compositions complètes.
En 2019, à la suite du succès de son single et EP éponyme Like an Animal, il quitte le lycée où il était pour faire de la musique à plein temps. Il signe au même moment son premier contrat avec le label Chess Club, qui produit depuis ce temps toute sa musique.
Les artistes avec qui il collabore et son entourage le décrivent comme quelqu'un de très humble malgré le succès, passionné, et ayant les pieds sur terre, mais aussi très mature pour son jeune âge. Il a dans ce cadre notamment collaboré avec des artistes reconnus comme Circa Waves, Coach Party ou encore Oscar Lang. Lors d'une interview, il confie que le mot qui décrirait son travail est Supercalifragilisticexpialidocious, titre phare d'une chanson du film musical Mary Poppins, sorti en 1964.

## Discographie

### Albums studio
- 2021 : Forever isn't Long Enough (Mini-album) (Chess Club Records)
- 2022 : Mellow Moon [8] (Chess Club Records)
- 2024 : Radiosoul (Chess Club Records)

### EP
- 2017 : Wonderland Dreamin
- 2017 : Dazed Days
- 2018 : 5th Avenue Revisited
- 2018 : Like An Animal
- 2019 : Sunday Morning Cereal
- 2019 : Don't Go Wasting Time
- 2020 : Hapiness in Liquid Form